# تسونامي ياياما الكبير في 1771
وقع تسونامي ياياما الكبير في 1771 (يُطلق عليه أيضاً باليابانية: 明 和 の 大 津 津، زلزال ميوا الكبير) بسبب زلزال ياياما الكبير في حوالي الساعة الثامنة صباحاً. في 24 أبريل 1771، جنوب شرق جزيرة إشيغاكي وهي جزء من مملكة ريوكيو السابقة وتشكل اليوم جزءاً من أوكيناوا الحالية باليابان. وفقًا للسجلات، فقد قُتل 8.439 شخصاً في جزيرة إشيغاكي و2.548 شخصاً في جزيرة مياكو.

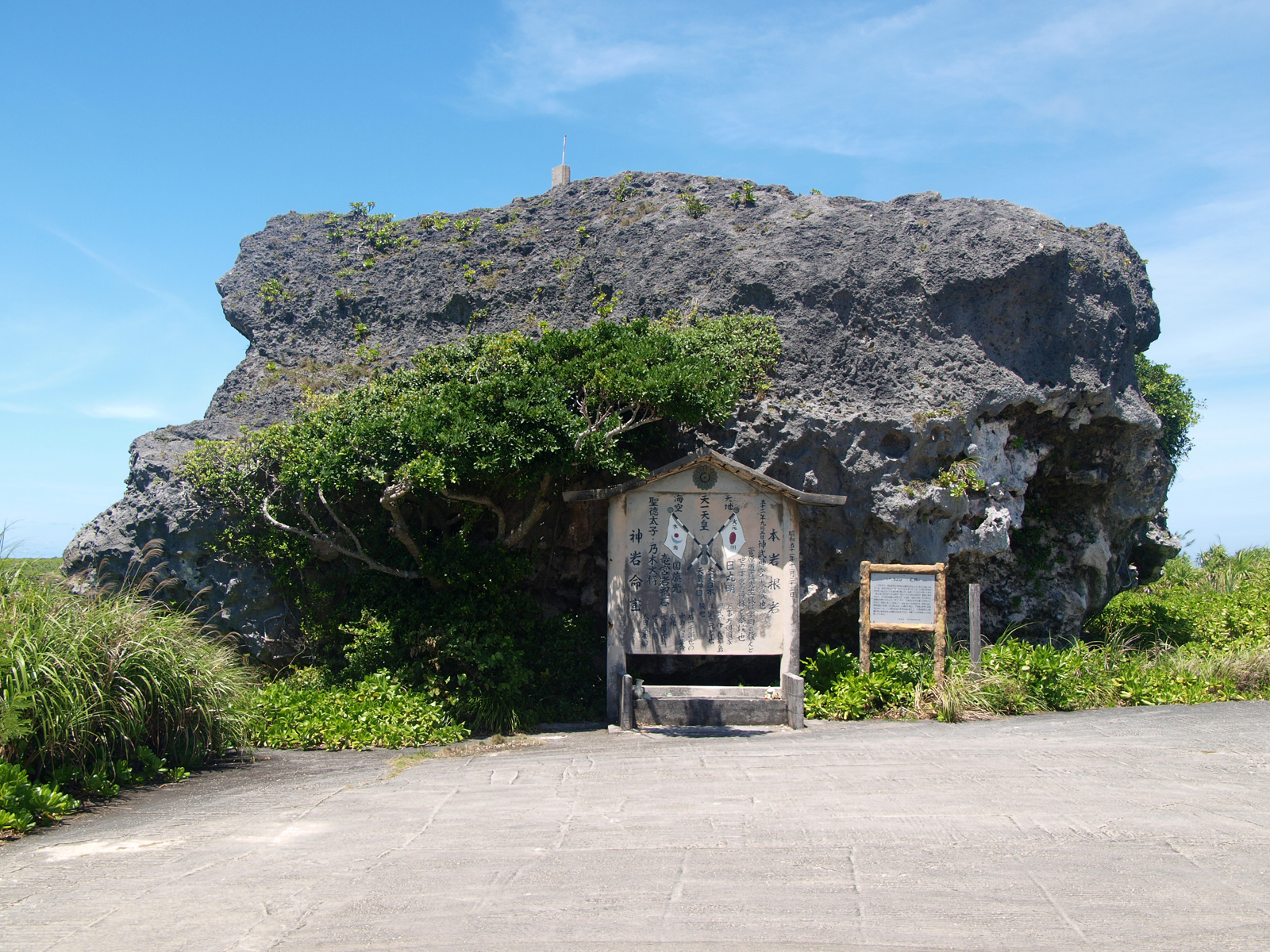
صخرة أوبي في جزيرة شيموجي، مياكوجيما. يقال إن الصخرة قد خلفها التسونامي.

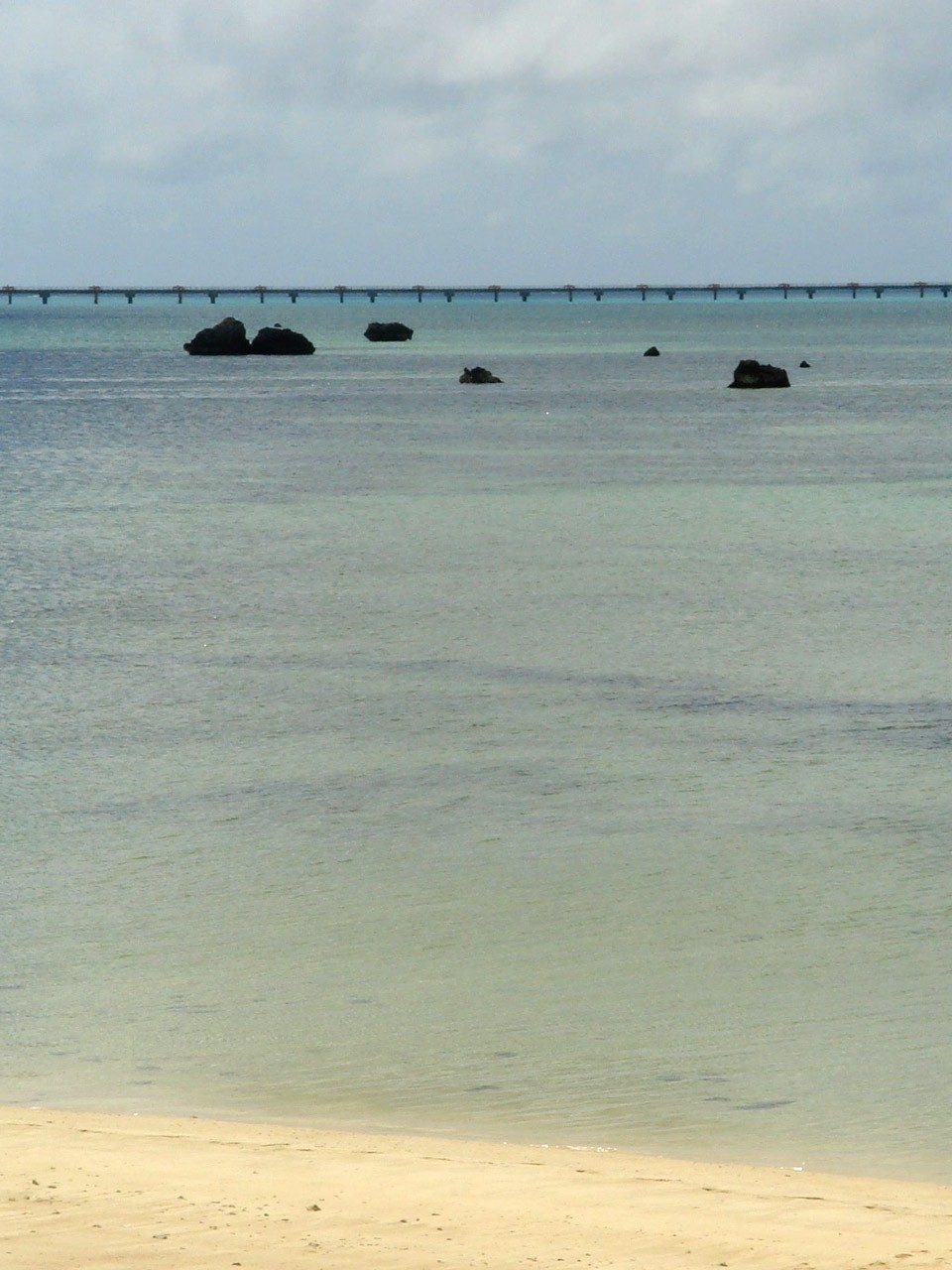
شاطئ ساوادا في جزيرة شيموجي. خيث يُعتقد أن الصخور من مخلفات التسونامي

## تحليل الزلزال
وفقاً لمنشورات الحكومة اليابانية ريكا-نينبيو (理科 年表) أو الجداول العلمية الزمنية، كان مركز الزلزال على بعد 40 كم جنوب شرق جزيرة إشيغاكي بقوة 7.4 وفقاً لمختبر مامورو ناكامورا بجامعة جزر ريوكيو، كان الزلزال ناتجاً عن نشاط الصدوع شرق إشيغاكي ويقدر أن شدته كانت 7.5. أدت المزيد من المحاكاة إلى نشاط الصدوع في خندق ريوكيو المحيطي وكان المقدار 8.0. أيضاً، هناك فرضية تدعي أن المقدار كان 8.5. بينما كان العمق 6 كيلومترات (3.7 ميل). يقع هذا الخندق بين صفيحة بحر الفلبين والصفيحة الأوراسية. أدى التفاوت في مقدار الاهتزاز المسجل (بحد أقصى 4 وفق مقياس شيندو) وحجم التسونامي إلى تفسير ذلك الحدث على أنه زلزال تسونامي.

## الأضرار

### الزلزال
يُعتقد أن شدة الزلزال قد سجلت 4 (على المقياس الياباني) في جزر ياياما وأن الأضرار الناجمة عنه لم تكن خطيرة مثل التسونامي.

### التسونامي
بلغ عدد القتلى والمفقودين 12.000 شخص ودُمرّ أكثر من 2.000 منزل في إشيغاكي ومياكوجيما. تشير التقديرات إلى أن الزراعة تضررت بشدة بسبب اجتياح مياه البحر وانخفض عدد السكان إلى حوالي ثلث ما كان عليه قبل الزلزال. في جزيرة إشيغاكي، قُدر الارتفاع المبدأي للتسونامي بحوالي 40 إلى 80 متراً في الوثائق التاريخية. ومع ذلك، يؤخذ في الاعتبار الدقة التقريبية لأدوات القياس في ذلك الوقت ومراعاة المقاييس الجيومورفولوجية، فقد أُعيد تقدير الحد الأقصى للأرتفاع إلى حوالي 30 م.
في أعقاب كارثة التسونامي، بلغ من الضرر الذي وقع أنه أدى إلى مجاعة استمرت لمدة 80 عاماً.

## الجلاميد الصخرية

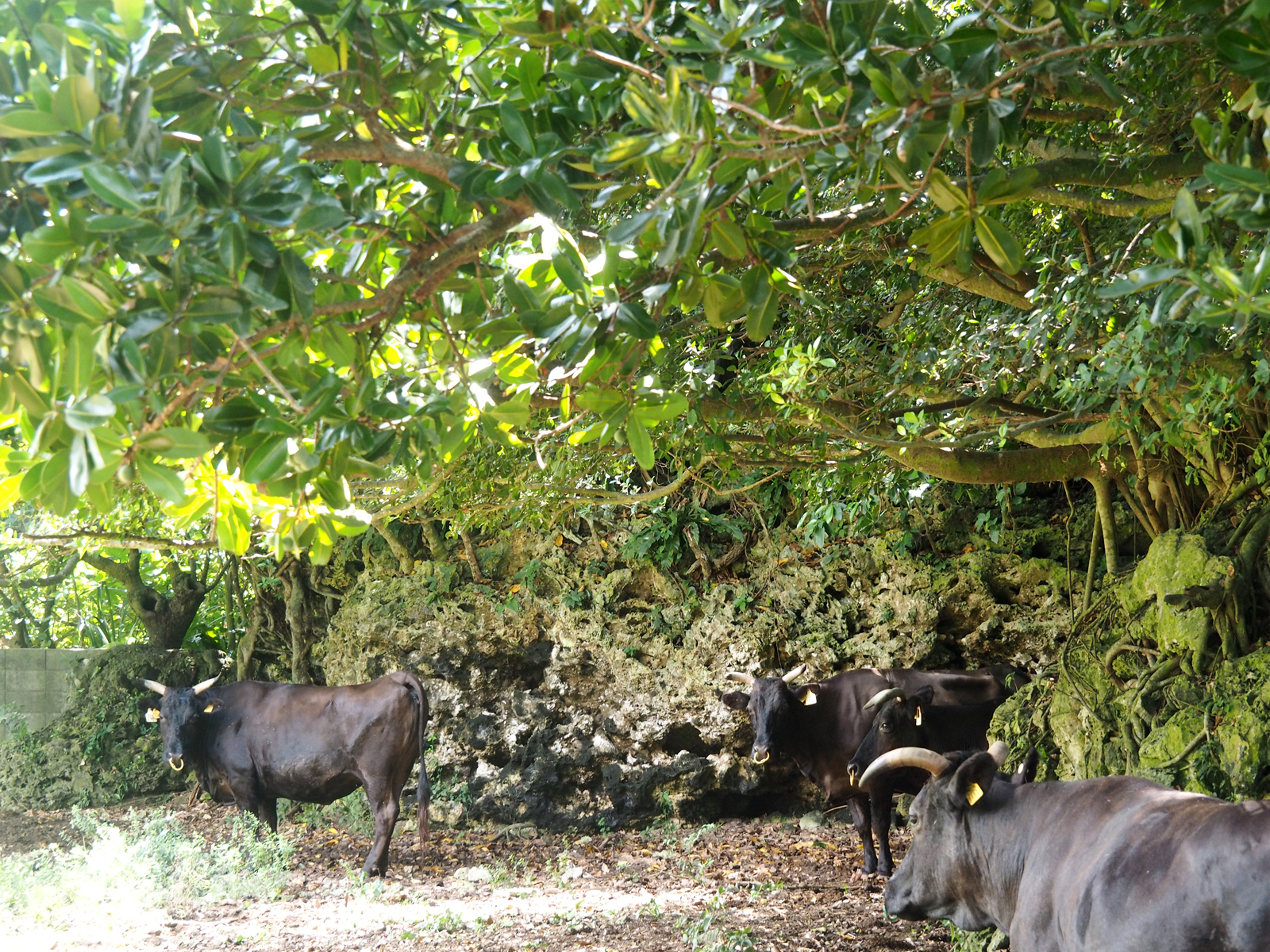
إشيغاكي تاكاكورو إشي، صخرة جلمودية سحبها تسونامي على اليابسة. دُفعّت تقريباً لحوالي 55 متراً.

هناك العديد من الجلاميد الضخمة على سواحل جزيرتي ياياما ومياكو التي يعتقد أن أمواج المد العاتية قد رسبتها. كانت هناك أسطورة حول اختفاء جزيرة صغيرة، لكن لم يُحقق في ذلك الأمر مطلقاً. هذه المجموعة من الصخور تسمى صخور تسونامي الساحل الشرقي لإشيغاكي. من بينها ياسورا-أووكان، أماتاريا-سواري وتاكا-كورو سيشي سحبها تسونامي ميوا في 1771.